# Vaggeryd (gemeente)
Vaggeryd is een Zweedse gemeente in Småland. De gemeente behoort tot de provincie Jönköpings län. Ze heeft een totale oppervlakte van 864,1 km² en telde 14.715 inwoners in 2021. De gemeente heeft 2 centralorter (hoofdplaatsen), Vaggeryd en Skillingaryd.

## Plaatsen
In de onderstaande tabel staan de plaatsen in de gemeente. De twee hoofdplaatsen zijn dikgedrukt. De bevolkingscijfers dateren van 1 januari 2020
| # | Tätort       | Bevolking |
| - | ------------ | --------- |
| 1 | Vaggeryd     | 5 5556    |
| 2 | Skillingaryd | 4 269     |
| 3 | Hok          | 670       |
| 4 | Klevshult    | 292       |
| 5 | Bondstorp    | 230       |

## Ontstaan
De gemeente kwam tot stand na de gemeentelijke hervorming van 1971. Deze bestond uit een fusie van Vaggeryd en Skillingaryd. Er was onenigheid omtrent de naamvorming en er werd een compromis bereikt waarbij de gemeente Vaggeryd ging noemen en het administratief centrum werd gevestigd in Skillingaryd.
Het embleem van de gemeente werd in 1989 ontworpen door Erik Klini: Het stelt een wiel voor en dit verwijst naar de wagenproductie die aanwezig was in de regio. Van oudsher werden er boerenwagens gebouwd in de regio. De hout- en metaalbewerking zijn nog steeds aanwezig in de regio en vormden de basis voor de huidige aanwezige industrie. 

## Industrie
De regio kent een lange traditie van metaal- en houtverwerking. In de 17de eeuw was er een ijzerfabriek in Götaström ten noorden van Skillingaryd. De voorwaarden voor de ijzerproductie waren in de regio aanwezig: De ontginning van hoogwaardig ijzererts dat titanium bevat , hout als brandstof was aanwezig in de vele dennenbossen en waterkracht. Het was vooral de burgerij uit Jönköping die in deze industrie investeerde, alhoewel er ook Nederlandse kapitalisten investeerden in de lokale industrie, zoals Justus Baak.  Hij kreeg het recht om in 1659 een ijzeren hamer te bouwen, hiervoor bouwde hij de productieplaats Hörle-molen.
In 1863 ontstond Hagafors stoelenfabriek, een van de eerste serieproductie-bedrijven van meubels in Zweden, een bedrijf dat op heden nog actief is in Hok.  In de 19de eeuw ontstond er in de regio een wagenbouwnijverheid. In het begin van de 20ste eeuw groeide de houtpulpindustrie onder impuls van Münsksjo AB, een papierproducent uit het naburige Jönköping.  De gemeente staat op heden nog steeds bekend om zijn metaal- en houtverwerkende nijverheid.